# NGC 3739
NGC 3739 (również PGC 35841 lub UGC 6564) – galaktyka spiralna (Sbc), znajdująca się w gwiazdozbiorze Lwa. Odkrył ją Otto Struve 16 marca 1869 roku.